# Верхнє Абдряшево
Верхнє Абдря́шево (рос. Верхнее Абдряшево, башк. Үрге Әбдрәш) — присілок у складі Абзеліловського району Башкортостану, Росія. Входить до складу Альмухаметовської сільської ради.
Населення — 458 осіб (2010; 440 в 2002).
Національний склад:
- башкири — 98%